# 17e cérémonie des Boston Society of Film Critics Awards
La 17e cérémonie des Boston Society of Film Critics Awards, décernés par la Boston Society of Film Critics, a eu lieu le 13 décembre 1996, et a récompensé les films réalisés dans l'année.

## Palmarès

### Meilleur film
- Trainspotting
  - Fargo

### Meilleur réalisateur
- Mike Leigh pour Secrets et Mensonges (Secrets & Lies)
  - Lars von Trier pour Breaking the Waves

### Meilleur acteur
- Geoffrey Rush pour le rôle de David Helfgott dans Shine
  - Denzel Washington pour le rôle du lieutenant colonel Nathaniel Serling dans À l'épreuve du feu (Courage Under Fire)

### Meilleure actrice
- Brenda Blethyn pour le rôle de Cynthia Rose Purley dans Secrets et Mensonges (Secrets & Lies)
  - Emily Watson pour le rôle de Bess McNeill dans Breaking the Waves

### Meilleur acteur dans un second rôle
- Edward Norton pour ses rôles dans Larry Flynt (The People vs. Larry Flynt), Peur primale (Primal Fear) et Tout le monde dit I love you (Everyone Says I Love You)

### Meilleure actrice dans un second rôle
- Courtney Love pour le rôle de  dans Larry Flynt (The People vs. Larry Flynt)
  - Joan Allen pour le rôle de Elizabeth Proctor dans La Chasse aux sorcières

### Réalisateur le plus prometteur
- Campbell Scott et Stanley Tucci pour Big Night
  - Billy Bob Thornton pour Sling Blade

### Meilleur scénario
- Big Night – Stanley Tucci et Joseph Tropiano
  - Trainspotting – John Hodge

### Meilleure photographie
- Le Patient anglais (The English Patient) – John Seale
  - Breaking the Waves – Robby Müller

### Meilleur film en langue étrangère
- Ma saison préférée (Подземље, Podzemlje) •  France
  - Ridicule •  France

### Meilleur film documentaire
- Anne Frank Remembered
  - Frontline